# انقلاب 1979 في جمهورية إفريقيا الوسطى
كانت عملية كابان (بالإنجليزية: Operation Caban)‏ انقلابا عسكريا غير دموي بتدبير فرنسا في سبتمبر 1979، لإعادة الرئيس السابق المنفي، ديفيد داكو، وتحوبل إمبراطورية أفريقيا الوسطى إلى جمهورية إفريقيا الوسطى عن طريق الإطاحة بالإمبراطور جان بيدل بوكاسا.

## تاريخ
بحلول يناير 1979، أصبح بوكاسا حاكمًا استبداديًا لدرجة أنه أصدر أمرًا قضائيًا يقضي بأن يرتدي جميع طلاب المدارس الثانوية الزي الرسمي المصنوع في مصنعه. أدى ذلك إلى امتعاض الطلاب في بانغي. ودعا بوكاسا القوات المسلحة لجمهورية إفريقيا الوسطى إلى إخماد الاضطرابات. في أبريل 1979، أمر بوكاسا باعتقال الطلاب الصغار - بمن فيهم المراهقون والأطفال - الذين رشقوا سيارته بالحجارة ووضعوهم خلف القضبان. في اليومين التاليين، قُتل حوالي 100 طفل بوحشية وأصبح الحادث معروفًا باسم «مذبحة الأطفال في بانغي».
اجتمعت هيئة قضاة واقترحت اعتقال بوكاسا وتقديمه للمحاكمة. ثم فر بوكاسا إلى ليبيا، طلبا لمساعدة معمر القذافي. سرعان ما ردّ الفرنسيون عبر إطلاق عملية باراكودا للإطاحة ببوكاسا وتنصيب ديفيد داكو رئيسا، الذي كان وقتها في المنفى في أوروبا. أعادوا داكو بدعم من القوات الفرنسية التي تم نقلها من الغابون وتشاد. كان الانقلاب ناجحا. عاد داكو إلى مكتب الرئيس بعد غياب دام 13 عامًا، وأعاد جمهورية إفريقيا الوسطى، وهرب بوكاسا إلى فرنسا.
عاد بوكاسا في نهاية المطاف إلى جمهورية إفريقيا الوسطى في عام 1987، حيث قُبض عليه على الفور وحُكم عليه بالإعدام. تم تخفيف عقوبته إلى السجن المؤبد بعد عام. كواحد من آخر أعماله في منصبه، منح الرئيس أندريه كولينغبا عفواً عاماً عن جميع السجناء، بمن فيهم بوكاسا، في عام 1993. وتوفي بوكاسا بعد ثلاث سنوات.
عُرفت هذه العملية باسم عملية كابان، فيما أُطلق على العملية العسكرية التي قام بها الفرنسيون لنقل أربع وحدات مظليين من تروبس دي ماري اسم عملية باراكودا. اكتملت عملية باراكودا في 29 سبتمبر 1979 في غضون ساعات قليلة. لم تجلب هذه العملية أي أوسمة لفرنسا. في حين أن الكثيرين في جمهورية إفريقيا الوسطى أيدوا الانقلاب، تعرض العديد في فرنسا بما في ذلك الرئيس فاليري جيسكار ديستان لانتقادات بسبب تعاملهم مع وضع بوكاسا.